# Hakimullah Mehsud
Hakimullah Mehsud o Hakimulá Mehsud (en Pashto/Urdu: حکیم‌ الله محسود; c. 1979 − 1 de noviembre de 2013), nacido Jamshed Mehsud (جمشید محسود) y también conocido como Zulfiqar Mehsud (ذو الفقار محسود), fue el 2° emir de Tehrik-i-Taliban Pakistan (TTP) y el cofundador del Talibán paquistaní.
Estados Unidos ofreció cinco millones de dólares por la captura de Mehsud, después de que apareciese en un video de despedida con un atacante suicida jordano que mató a siete empleados de la CIA en una base de Afganistán en 2009.
Se le atribuyó el Atentado fallido de Times Square de 2010, en pleno centro de Nueva York, así como varios ataques en Pakistán. Tenía fama de hombre implacable.

## Deceso
Mehsud murió el 1 de noviembre de 2013 por un ataque aéreo no tripulado de Estados Unidos en la región tribal de Waziristán Norte, en el noroeste de Pakistán.
La aeronave sin piloto disparó dos misiles contra un vehículo cerca de Miranshah –principal ciudad de la región y bastión de los combatientes talibanes y de Al Qaida–, que mataron a cuatro personas, dijeron las autoridades de seguridad.

### Implicaciones en el proceso de paz
La muerte de Mehsud se produce en un contexto delicado. El primer ministro, Nawaz Sharif, debía enviar una delegación a las zonas tribales para una toma de contacto con los rebeldes con el fin de entablar negociaciones de paz.
Pakistán, que también convocó al embajador estadounidense en Islamabad, acusó a Estados Unidos de “echar por tierra” los esfuerzos para conversar con los talibanes paquistaníes con el fin de llegar a un acuerdo de paz. Cuando murió Mehsud, un equipo de personalidades religiosas tenía previsto viajar unas horas más tarde a entrevistarse con representantes del TTP, puntualizó el ministro del Interior Chaudhry Nisar. “Ustedes lo han echado por tierra justo antes, 18 horas antes de que una delegación oficial de reconocidos ulemas tomara el avión para Miranshah”, afirmó Nisar, refiriéndose a Estados Unidos.